# Mahammad Hadi
Muhammad Hadi (vrai nom Agha-Muhammed Haji-Abdussalim ogly; en azéri : Məhəmməd Əbdülsəlimzadə Hadi Şirvani; né en 1879 à Chemakha  et mort en 1920 à Gandja) est un poète et publiciste azerbaïdjanais, fondateur du romantisme progressiste dans la littérature azerbaïdjanaise, imam du régiment de cavalerie tatar.

## Biographie
Mohammed Hadi est né en 1879 dans le village de Sarytorpag de  la ville de Shamakhi, dans la famille d'un marchand. Il fait ses études primaires à la mosquée du centre commercial Sachadda. Après cela, il étudie à l'école de son père Abbas Sikhat mollah Aliabbas. Ayant perdu son père très tôt, Hadi poursuit lui-même son éducation, apprend l'arabe et le farsi à la perfection. En plus de la religion, Hadi étudie également la littérature, la philosophie, la logique et l'histoire. Le tremblement de terre de 1902 à Chamakhi détruit la maison de Hadi. À la recherche d'un abri et d'un travail, Hadi part pour Kurdamir, où il enseigne pendant un certain temps à l'école.
Parallèlement à l'enseignement, il tente de poursuivre l'entreprise de son père en tant que marchand, mais ne réussit pas. En 1904, il participe au Congrès transcaucasien des enseignants à Tiflis. En 1902-1906, alors qu'il vit à Kurdemir, il reçoit des journaux étrangers (Khablulmetin de Calcutta, Sabah d'Istanbul, Hayat de Bakou, Tarjuman de Bakhchisaray.

## Activité littéraire
Hadi commence à écrire au milieu de 1905. En 1906, sur l'insistance de son ancien professeur et parent Mustafa Lutfi, il s'installe à Astrakhan. Mustafa Lutfi publie alors le journal Burkhani-Taraggi. Khadi ne reste pas longtemps à Astrakhan. La même année, il retourne à Bakou, où il travaille à la rédaction des magazines Fiyuzat et Irshad et des journaux New Life et Taraggi. Dans son article Lettre de Hadjitarkhan, écrit en 1906, Hadi rappelle Mustafa Lutfi comme ustadi-mumtaz (maître du mot).
En 1910, Hadi part pour la Turquie, où il travaille comme traducteur de langues orientales à la rédaction du journal Tenin, mais parallèlement à cela, il publie également dans plusieurs autres journaux et magazines. Ici, il s'oppose à l'ordre musulman, en particulier, contre l'oppression des femmes. Pour cela, il est envoyé en exil à Thessalonique. Après un certain temps, il est renvoyé à Istanbul et à Bakou. L'exil a ébranlé la santé de Hadi, mais il continue à travailler pour le journal Iqbal et à publier sa poésie.
Après le déclenchement de la Première Guerre mondiale, Muhammad Hadi, dans le cadre de la «division sauvage» musulmane, va au front et reste en Pologne et en Galice jusqu'à la fin de la guerre.